# Jamie Pushor
Jamie M. Pushor (né le 11 février 1973 à Lethbridge, dans la province de l'Alberta au Canada) est un joueur professionnel retraité canadien de hockey sur glace ayant évolué à la position de défenseur.

## Carrière
Réclamé par les Red Wings de Détroit au deuxième tour du repêchage de 1991 de la Ligue nationale de hockey alors qu'il évoluait pour les Hurricanes de Lethbridge de la Ligue de hockey de l'Ouest, Jamie Pushor retourne avec ceux-ci pour deux autres saisons atteignant lors de cette dernière un sommet personnel au chapitre des points alors qu'il en inscrit 28 en 72 rencontres.
Devenant joueur professionnel en 1993, il rejoint le club affilié aux Red Wings dans la Ligue américaine de hockey, les Red Wings de l'Adirondack avec qui il s'aligne durant trois saisons avant d'effectuer ses débuts dans la LNH. Au terme de sa première saison complète dans la LNH avec Détroit, il remporte avec eux la Coupe Stanley, puis au cours de la saison suivante, il se voit être échangé aux Mighty Ducks d'Anaheim.
Réclamé au repêchage d'expansion des Thrashers d'Atlanta à l'été 1999, il ne reste pas longtemps avec la nouvelle franchise, étant échangé moins d'un mois plus tard aux Stars de Dallas en retour de Jason Botterill. Il reste avec les Stars pour une saison avant d'être réclamé au repêchage d'expansion de 2000 par les Blue Jackets de Columbus.
Il reste avec les Blue Jackets durant près de deux saisons avant de passer aux Penguins de Pittsburgh avec qui il dispute lors de la saison 2002-2003 sa cinq-centième partie dans la ligue. Devenant agent libre à l'été 2003, il signe pour une saison avec le club affilié aux Blue Jackets dans la LAH, le Crunch de Syracuse.
Au cours de cette saison, il est appelé à disputer sept rencontres avec Columbus avant de passer aux mains des Rangers de New York. Il termine la saison dans l'organisation des Rangers avant de retourner à nouveau avec Columbus.
S'alignant majoritairement avec le Crunch durant les trois saisons qui suivent, Pushor se retire de la compétition au terme de la saison 2006-2007.

## Statistiques en club
| Saison     | Équipe                    | Ligue      |     | Saison régulière | Saison régulière | Saison régulière | Saison régulière | Saison régulière |   | Séries éliminatoires | Séries éliminatoires | Séries éliminatoires | Séries éliminatoires | Séries éliminatoires |
| Saison     | Équipe                    | Ligue      | PJ  | B                | A                | Pts              | Pun              | PJ               | B | A                    | Pts                  | Pun                  |                      |                      |
| 1988-1989  | Hurricanes de Lethbridge  | LHOu       | 2   | 0                | 0                | 0                | 0                | -                | - | -                    | -                    | -                    |                      |                      |
| 1989-1990  | Hurricanes de Lethbridge  | LHOu       | 10  | 0                | 2                | 2                | 2                | 16               | 0 | 0                    | 0                    | 63                   |                      |                      |
| 1990-1991  | Hurricanes de Lethbridge  | LHOu       | 71  | 1                | 13               | 14               | 202              | -                | - | -                    | -                    | -                    |                      |                      |
| 1991-1992  | Hurricanes de Lethbridge  | LHOu       | 49  | 2                | 15               | 17               | 232              | 5                | 0 | 0                    | 0                    | 33                   |                      |                      |
| 1992-1993  | Hurricanes de Lethbridge  | LHOu       | 72  | 6                | 22               | 28               | 200              | 4                | 0 | 1                    | 1                    | 9                    |                      |                      |
| 1993-1994  | Red Wings de l'Adirondack | LAH        | 73  | 1                | 17               | 18               | 124              | 12               | 0 | 0                    | 0                    | 22                   |                      |                      |
| 1994-1995  | Red Wings de l'Adirondack | LAH        | 58  | 2                | 11               | 13               | 129              | 4                | 0 | 1                    | 1                    | 0                    |                      |                      |
| 1995-1996  | Red Wings de Détroit      | LNH        | 5   | 0                | 1                | 1                | 17               | -                | - | -                    | -                    | -                    |                      |                      |
| 1995-1996  | Red Wings de l'Adirondack | LAH        | 65  | 2                | 16               | 18               | 126              | 3                | 0 | 0                    | 0                    | 5                    |                      |                      |
| 1996-1997  | Red Wings de Détroit      | LNH        | 75  | 4                | 7                | 11               | 129              | 5                | 0 | 1                    | 1                    | 5                    |                      |                      |
| 1997-1998  | Red Wings de Détroit      | LNH        | 54  | 2                | 5                | 7                | 71               | -                | - | -                    | -                    | -                    |                      |                      |
| 1997-1998  | Mighty Ducks d'Anaheim    | LNH        | 10  | 0                | 2                | 2                | 10               | -                | - | -                    | -                    | -                    |                      |                      |
| 1998-1999  | Mighty Ducks d'Anaheim    | LNH        | 70  | 1                | 2                | 3                | 112              | 4                | 0 | 0                    | 0                    | 6                    |                      |                      |
| 1999-2000  | Stars de Dallas           | LNH        | 62  | 0                | 8                | 8                | 53               | 5                | 0 | 0                    | 0                    | 5                    |                      |                      |
| 2000-2001  | Blue Jackets de Columbus  | LNH        | 75  | 3                | 10               | 13               | 94               | -                | - | -                    | -                    | -                    |                      |                      |
| 2001-2002  | Blue Jackets de Columbus  | LNH        | 61  | 0                | 6                | 6                | 54               | -                | - | -                    | -                    | -                    |                      |                      |
| 2001-2002  | Penguins de Pittsburgh    | LNH        | 15  | 0                | 2                | 2                | 30               | -                | - | -                    | -                    | -                    |                      |                      |
| 2002-2003  | Penguins de Pittsburgh    | LNH        | 76  | 3                | 1                | 4                | 76               | -                | - | -                    | -                    | -                    |                      |                      |
| 2003-2004  | Crunch de Syracuse        | LAH        | 17  | 1                | 4                | 5                | 24               | -                | - | -                    | -                    | -                    |                      |                      |
| 2003-2004  | Blue Jackets de Columbus  | LNH        | 7   | 0                | 0                | 0                | 2                | -                | - | -                    | -                    | -                    |                      |                      |
| 2003-2004  | Rangers de New York       | LNH        | 7   | 0                | 0                | 0                | 0                | -                | - | -                    | -                    | -                    |                      |                      |
| 2003-2004  | Wolf Pack de Hartford     | LAH        | 14  | 0                | 2                | 2                | 21               | 16               | 1 | 1                    | 2                    | 18                   |                      |                      |
| 2004-2005  | Crunch de Syracuse        | LAH        | 68  | 1                | 9                | 10               | 85               | -                | - | -                    | -                    | -                    |                      |                      |
| 2005-2006  | Crunch de Syracuse        | LAH        | 72  | 5                | 17               | 22               | 132              | 6                | 0 | 1                    | 1                    | 9                    |                      |                      |
| 2005-2006  | Blue Jackets de Columbus  | LNH        | 4   | 1                | 2                | 3                | 0                | -                | - | -                    | -                    | -                    |                      |                      |
| 2006-2007  | Crunch de Syracuse        | LAH        | 37  | 2                | 9                | 11               | 63               | -                | - | -                    | -                    | -                    |                      |                      |
| Totaux LNH | Totaux LNH                | Totaux LNH | 521 | 14               | 46               | 60               | 648              | 14               | 0 | 1                    | 1                    | 16                   |                      |                      |

## Transactions en carrière
- Repêchage 1991 : réclamé par les Red Wings de Détroit (2e choix de l'équipe, 32e au total).
- 24 mars 1998 : échangé par les Red Wings avec leur choix de quatrième ronde au repêchage de 1998 (les Duck sélectionnèrent avec ce choix Viktor Wallin) aux Mighty Ducks d'Anaheim en retour de Dmitri Mironov.
- 25 juin 1999 : réclamé par les Thrashers d'Atlanta lors de leur repêchage d'expansion.
- 15 juillet 1999 : échangé par les Thrashers aux Stars de Dallas en retour de Jason Botterill.
- 23 juin 2000 : réclamé par les Blue Jackets de Columbus lors de leur repêchage d'expansion.
- 15 mars 2002 : échangé par les Blue Jackets aux Penguins de Pittsburgh en retour du choix de quatrième ronde des Penguins au repêchage de 2003 (les Blue Jackets sélectionnèrent avec ce choix Kevin Jarman).
- 18 novembre 2003 : signe à titre d'agent libre avec le Crunch de Syracuse.
- 10 décembre 2003 : signe à titre d'agent libre avec les Blue Jackets de Columbus.
- 23 janvier 2004 : échangé par les Blue Jackets aux Rangers de New York en retour de leur choix de huitième ronde au repêchage de 2004 (les Blue Jackets sélectionnèrent avec ce choix Matt Greer).
- 9 août 2004 : signe à titre d'agent libre avec le Crunch de Syracuse.
- 9 mars 2006 : échangé par les Blue Jackets aux Coyotes de Phoenix en retour de leur choix de septième ronde au repêchage de 2006 (les Blue Jackets sélectionnèrent avec ce choix Nick Oslund).
- 21 juillet 2006 : signe à titre d'agent libre avec les Blue Jackets de Columbus.